# Géza Gallos
Géza Gallos (Lajtaújfalu, 1948. szeptember 7. – Lajtaújfalu, 2013. november 3.) osztrák válogatott labdarúgó, csatár.

## Pályafutása

### A válogatottban
1971 és 1974 között hat alkalommal szerepelt az osztrák válogatottban.

## Sikerei, díjai
- Osztrák kupa
  - győztes: 1969, 1972